# Interleukine 31
L'interleukine 31 est une cytokine de type interleukine dont le gène est IL31 situé sur le chromosome 12 humain.

## Rôles
Son action passe par l'intermédiaire d'un récepteur spécifique. Elle est exprimée sur certains types de lymphocytes T, dont les lymphocytes T helper, et dans une moindre mesure les cellules dendritiques. Le récepteur est lui, exprimé par certains neurones exprimant également le TRPV1 et responsables de la sensation de prurit.

## En médecine
Son expression est augmentée en cas de dermatite atopique, ce qui explique le prurit.

## Cible thérapeutique
Le nemolizumab est un anticorps monoclonal dirigé contre l'interleukine 31, en cours de test, avec une efficacité sur le prurit des dermatites atopiques.
L'oclacitinib est un inhibiteur de la protéine tyrosine kinase Jak qui bloque in fine la production d'Il31, il est utilisé en dermatologie vétérinaire comme traitement symptomatique du prurit sévère dans le cadre de la dermatite atopique.